# フェラーリ・F2005
フェラーリ F2005 (Ferrari F2005) は、スクーデリア・フェラーリが2005年のF1世界選手権参戦用に開発したフォーミュラ1カー。2005年の第3戦から、最終戦まで実戦投入された。フェラーリとしてのコードナンバーは656。
2006年に行われたトリノオリンピックの開会式においてこのF2005が登場し、トリノ出身のF1ドライバールカ・バドエルがドーナツターンを披露している。

## 開発の方針

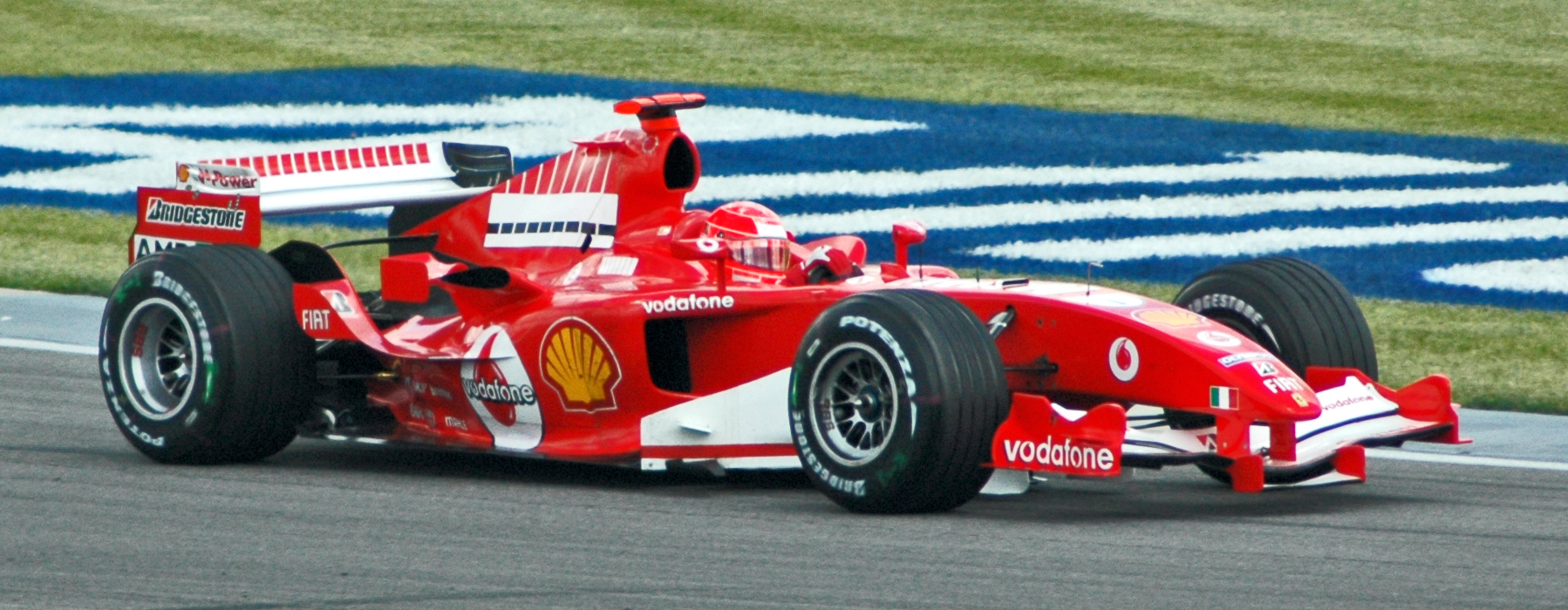
2005年アメリカGPでのF2005
ミハエル・シューマッハがドライブ

2004年シーズンにおいて、2002年に次ぐ圧勝に終わったフェラーリは、F2005については前年型であるF2004を発展開発する方針をとった。また2グランプリ1エンジン規則やエアロダイナミクス規則が大幅に変更されたことを受け、序盤はF2004Mを導入して様子を見ることにした。他にもチーフデザイナーがロリー・バーンからアルド・コスタに交代するなど大きな変化があった。
フロントウイングには、特徴的なサブウイングがメインエレメント前方に取り付けられている。フロントウイングの最低地上高上昇に対応して設置された。フロントウイングの形状は、発表会ではF2004Mと同じ形状でノーズも下端が膨らんだものを搭載していた。第3戦バーレーンGPでの実戦投入時には、ノーズ下端はF2004に似たストレートな形状に変更された。
エンジンカウルは、コークボトルがさらにコンパクトになされており、エギゾーストパイプをおさめるためにバルジを設けるほどであった。
インダクションポッドに装着されるミッドウイングは2対4枚に増やされた。前方の1組はダウンフォースを発生する形状で後方の1組が気流を下側（リヤウイング方向）に導くように装着されている。
F2004から再び装着されるようになったチムニーだが、F2005ではより空力重視な思想が見える。チムニー後端がウイングレット翼端板と交差する形となっている。また、気温がそれほど高くなく、チムニーが不要な際には、ウイングレットとスムーズに交差する形状のフィンが代わりに搭載され、整流フィンとしての役割を担っている。

## 2005年シーズン
シーズンが開幕するとF2004Mではまったく歯が立たず、第3戦バーレーンGPからF2005が投入された。当初は約1ヵ月後の第5戦スペインGPに投入予定だったが、苦戦続きで2戦前倒しになった。バーレーンGPではシューマッハが予選2番手を獲得し、決勝でもポールポジションのルノーのフェルナンド・アロンソを追いかけまわす展開となったが序盤でマシントラブルによって早々に姿を消しバリチェロもアロンソに周回遅れの9位と散々な結果に終わった。なお、フェラーリが新車を投入した最初のレースで優勝できなかったのは1998年以来のことであった。シューマッハはつづく第4戦サンマリノGPではミスにより予選13位に沈むが、決勝では怒涛の追い上げを見せ、優勝とはならなかったものの首位アロンソと10周近いバトルをみせ2位に入り一時は復調を感じさせた。だが、その後はシューマッハが1度ポールポジションを獲得したものの、両ドライバーが何度か表彰台に上がる程度で、優勝はミシュランタイヤ勢がタイヤ問題で撤退した第9戦アメリカGPのみ。自力での優勝は実質的に0回という不本意な結果に終わり、両タイトルはルノー陣営且つアロンソに奪われる結果となった。ドライバーズランキングではシューマッハ3位、バリチェロ8位となった。
一転して不振に陥った理由は諸説あるが、2005年の新レギュレーションの対応にチームおよびマシンが失敗したというのが通説である。レース関連のレギュレーションでいえば、予選・決勝レースで使用可能なタイヤを1セットに制限（タイヤ交換の原則禁止）が行われ、当時シューマッハが得意としていたピット戦略による逆転という手が事実上禁止された。
上記の理由の他にも、ギアボックスの設計ミス（投入初戦のバーレーンGPでは、強度不足によるケーシングの座屈が起きていた）に起因するマシンバランスの不安定さ、ブリヂストンタイヤとのミスマッチング、ディフューザーの設計失敗、翌年からの新V8エンジンの開発にリソースを取られていたなどの点も2005年シーズンの不振の原因といわれる。

## スペック

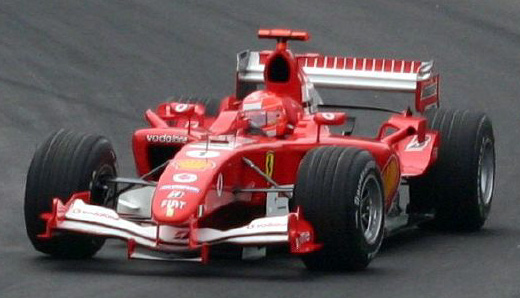
2005年のカナダGPでジル・ヴィルヌーヴ・サーキットを走行するF2005（ドライバーはシューマッハ）

### シャーシ
- シャーシ名 F2005(656)
- 全長 4,545 mm
- 全幅 1,796 mm
- 全高 959 mm
- ホイールベース 3,050 mm
- 前トレッド 1,450 mm
- 後トレッド 1,405 mm
- クラッチ AP
- ブレーキキャリパー ブレンボ
- ブレーキディスク・パッド ブレンボ,カーボンインダストリー
- ホイール BBS
- タイヤ ブリヂストン
- ギアボックス 7速＋リバース1速セミオートマチック/チタン・カーボンファイバー製ケーシング
- 重量 605kg

### エンジン
- エンジン名 Tipo055
- 気筒数・角度 V型10気筒・90度
- 排気量 2,997cc
- スパークプラグ NGK
- 燃料 シェル
- 潤滑油 シェル

## 記録
| 年   | No. | ドライバー   | 1   | 2   | 3   | 4   | 5   | 6   | 7   | 8   | 9   | 10  | 11  | 12  | 13  | 14  | 15  | 16  | 17  | 18  | 19  | ポイント | ランキング |
| 年   | No. | ドライバー   | AUS | MAL | BHR | SMR | ESP | MON | EUR | CAN | USA | FRA | GBR | GER | HUN | TUR | ITA | BEL | BRA | JPN | CHN | ポイント | ランキング |
| ---- | --- | ------------ | --- | --- | --- | --- | --- | --- | --- | --- | --- | --- | --- | --- | --- | --- | --- | --- | --- | --- | --- | -------- | ---------- |
| 2005 | 1   | シューマッハ |     |     | Ret | 2   | Ret | 7   | 5   | 2   | 1   | 3   | 6   | 5   | 2   | Ret | 10  | Ret | 4   | 7   | Ret | 100*     | 3位        |
| 2005 | 2   | バリチェロ   |     |     | 9   | Ret | 9   | 8   | 3   | 3   | 2   | 9   | 7   | 10  | 10  | 10  | 12  | 5   | 6   | 11  | 12  | 100*     | 3位        |

- 太字はポールポジション、斜字はファステストラップ。(key)
- 開幕3戦以降F2005を使用し、90ポイント獲得。
- 年間1勝 1PP（2005年）
- コンストラクターズランキング3位
- ドライバーズランキング3位（ミハエル・シューマッハ）1勝 1PP
- ドライバーズランキング8位（ルーベンス・バリチェロ）予選最高位6位 決勝最高位2位